# Суриоя
Су́рио́я (фин. Suurioja) — ручей в России, протекает по территории Лоймольского сельского поселения Суоярвского района Карелии. Длина ручья — 11 км.
Ручей берёт начало из болота без названия и далее течёт преимущественно в юго-восточном направлении по заболоченной местности.
Ручей имеет один приток длиной 1,0 км.
Впадает в озеро Корпиярви, через которое протекает река Лоймоланйоки, на высоте 115,0 м над уровнем моря.
Населённые пункты на ручье отсутствуют.
Название ручья переводится с финского языка как «большой ручей».
Код объекта в государственном водном реестре — 01040300212202000011454.